# يوتا تسوروؤكا
يوتا تسوروؤكا (鶴岡陽太 تسوروؤكا يوتا) هو مخرج صوت ياباني ولد في 28 أبريل 1959 في طوكيو.

## أعماله في الأنمي

### مسلسلات أنمي تلفزيونية
- الفتاة الساحرة مادوكا ماجيكا
- فيت/إكسترا Last Encore
- ذا بيغ أو
- سرالفة النهاية
- سرالفة النهاية: معركة ناغويا
- إينوياشا
- إينوياشا: الجزء الأخير
- رنين! يوفونيوم
- رنين! يوفونيوم 2
- كآبة هاروهي سوزوميا
- AIR
- Kanon (2006)
- CLANNAD
- CLANNAD AFTER STORY
- لاكي ستار
- فري!
- فري! Eternal Summer
- ساموراي 7
- الرقيب كيرورو
- سولتي راي
- تاماكو ماركت
- فل ميتال بانيك!
- فل ميتال بانيك؟ فوموفو
- فل ميتال بانيك! The Second Raid
- فل ميتال بانيك! Invisible Victory
- أماغي بريليانت بارك
- ترن إيه جاندام
- صقور الأرض (إخراج التسجيل)
- رحلة كينو
- دي إن إنجل
- أزومانغا دايو
- هلسينغ
- بيدا بول
- فاينل فانتسي: أنليميتد
- روزن ميدن
- روزن ميدن ترويمند
- كي-أون!
- كي-أون!!
- بادي كومبليكس
- حب تشونيبيو
- فانتوم وورلد متعدد الألوان
- فيوليت إيفرغاردن

### أنمي الإنترنت
- كآبة سوزوميا هاروهي-تشان
- نيورون تشورويا-سان
- 7 سيدز

### أفلام أنمي
- إينوياشا: مشاعر تتخطى الزمان
- إينوياشا: قلعة الخيال في المرآة
- إينوياشا: سيف الحكم المطلق
- إينوياشا: جزيرة هوراي القرمزية
- إختفاء هاروهي سوزوميا
- تاماكو لاف ستوري
- فيلم كي-أون!
- سلسلة أفلام الفتاة الساحرة مادوكا ماجيكا
  - الفتاة الساحرة مادوكا ماجيكا: البداية
  - الفتاة الساحرة مادوكا ماجيكا: الأبدية
  - الفتاة الساحرة مادوكا ماجيكا: الثورة
- صوت صامت